# Hans Eriksson (Ulfsparre)
Johan (Hans) Eriksson Ulfsparre, född 1552, död 1616 i Stockholm, var ett svenskt riksråd, lagman och häradshövding.

## Biografi
Johan Eriksson Ulfsparre var son till riksrådet Erik Månsson Ulfsparre och Estrid Jönsdotter Stiernbielke. Han gifte sig 1595 med Elin Tott. Han var bror till riksrådet Göran Eriksson Ulfsparre (1544–1612) och far till riksrådet Åke Hansson Ulfsparre (1597–1657).
Han nämndes 1584 som ståthållare på Ivangorod i Ingermanland, tjänstgjorde därefter som kammarjunkare i hertig Karls (senare Karl IX) hov och åtnjöt stort förtroende hos hertigen. 1585 fick han direktionen över Garpenbergs bruk för att anskaffa "klockemalm". 1592 reste han på en beskickning till Holstein och 1593 blev han Karls furstliga råd och lagman i Värmlands lagsaga. Han utmärkte sig senare som en av hertigens anförare i slaget vid Stångebro 1598 och utmärkte sig genom tapperhet. Han belönades med befälet på Kalmar slott (1599), ett befäl, som han innehade i fem olika repriser (1599, 1600, 1603, 1606 och följande år, 1613 och följande år), även sedan han 1614 begärt avsked på grund av sjuklighet och något av kung Gustav II Adolf yttrat missnöje. Detta befäl på Kalmar är därför hans mest kända insats. Han var häradshövding i Kinnevalds och Norrvidinge härader åtminstone från 1601. 
1602 var han svenskt sändebud vid mötet med danskarna i Knäred. Han var 1602 bland de sex av hertig Karl utnämnda hovråden. Som hertigens kanslär 
och hovråd kallades han 1605 till riksråd och var under Kalmarkriget, Karl IX:s sista krig, ståthållare över Borgholm med Öland. Där försökte han på allt sätt motstå den överlägsna danska styrkan, men sedan Christer Somme givit upp Kalmar, tvingades han dra ihop sina försvarskrafter och gå över till fastlandet.. Ståthållare på  i Stockholm och över dess slottslän samt Svartsjö hus 1612.
Karl IX:s förtroende för Ulfsparre visade sig även genom att han vid sin död 1611 utsåg honom till en av Gustaf II Adolfs förmyndare. 1612 var han en kort tid ståthållare på slottet Tre Kronor och över dess län samt Svartsjö hus. Han var en av sin tids rikaste män i Sverige.
Han innehade Broxvik i Gränna socken, Mörbylund i Säby socken, Jonsberg i Jonsbergs socken och Värnanäs i Halltorps socken.